# Kvåfjorden
 For alternative betydninger, se Kåfjorden (flertydig). (Se også artikler, som begynder med Kåfjorden)
Kvåfjorden (også kaldt Kåfjorden) er en lille fjord på grænsen mellem Mandal og Lindesnes kommuner i Agder fylke i Norge. Den har indløb nord for øen Hille i Mandal og strækker sig omkring seks kilometer mod nordvest på nordsiden af Hille og ind til Kvåfjord i Lindesnes. Indløbet ligger lige nord for Tungefjorden.
Vest for Hille ligger den lille ø Ramsøya og Gallaråsholmen, og fjorden drejer her mod nord og går omkring to kilometer ind i landet. Ved en vig på østsiden af fjorden ligger Lundevik.